# حزب کمونیست ایران
حزب کمونیست ایران (حکا)، یک حزب سیاسی کمونیستی است که در سال ۱۳۶۲ با ابتکار رهبران کمونیست سازمان حزب کومله کردستان ایران که در فکر سراسری کردن سیاست‌های کمونیستی کومله بودند، به‌وجود آمد. جریانات و سازمان‌های چپ ایرانی از جمله سازمان پیکار در راه آزادی طبقه کارگر و اتحاد مبارزان کمونیست و تعداد دیگری از چپگرایان ایران نیز در تشکیل این حزب تأثیر داشتند که سرانجام خود به صفوف این حزب پیوسته و در این حزب ادغام شدند. سازمان کومله انقلابی زحمتکشان کردستان ایران پس از تشکیل این حزب با نام کومله سازمان کردستان حزب کمونیست ایران به فعالیت خود ادامه داد. در سال ۲۰۰۰ حزب کومه‌له کردستان ایران (کومله) از حزب کمونیست جدا شد و با سیاست سوسیال دمکراسی در ایرانی فدرال به فعالیت خود ادامه داد.
از زمان برگزاری کنگرهٔ هجدهم کومه‌له سازمان کردستان حزب کمونیست ایران طی روزهای ۲۳ تا ۲۶ دی ۱۴۰۰، انشعابی در درون این حزب به وقوع پیوسته است که به دنبال آن دو حزب با نام مشابه «کومله، سازمان کردستان حزب کمونیست ایران» و دو حزب با نام «حزب کمونیست ایران» فعالیت می‌کنند.

## تاریخچه
حزب کمونیست ایران موسوم به حکا در شهریور ماه ۱۳۶۲ به‌دنبال بیش از یک سال بحث‌های علنی و درونی که اعضا کومه له در آن مشارکت داشتند، و با به هم پیوستن چندین سازمان چپ و کمونیستی ایرانی، در یک کنگره مؤسس، تأسیس شد.
در پائیز ۱۳۶۱ کنگره اول در مناطق آزاد کردستان تشکیل می‌شود.
در شهریور ماه ۱۳۶۲، اتحاد مبارزان کمونیست، سازمان انقلابی زحمتکشان کردستان ایران (کومه‌له) و افراد و فراکسیون‌های مارکسیسم انقلابی از دیگر سازمان‌ها، حزب کمونیست ایران را تشکیل می‌دهند.
اتحاد کومه‌له با دیگر سازمان‌های چپ ایران و تشکیل حزب کمونیست ایران، در جهت حفظ و بسط سنت‌های انقلابی و نفوذ اجتماعی و سیاسی کومه‌له بود.
کمیته مرکزی کومه‌له در آن هنگام طی برگزاری یک همه‌پرسی تشکیلاتی پیوستن کومه‌له را به این تشکیلات جدید به رأی گذاشت و بیش از ۹۸٪ از فعالین آن زمان کومه‌له به آن رأی مثبت دادند.

### گردان شوان
گردان شوان یکی از گردان‌های بازوی نظامی حزب کمونیست ایران بود که در جریان بمباران شیمیایی حلبچه دچار تلفات سنگینی شد. در روز حمله، گردان شوان در حالیکه در روستای «بیاره» در منطقه اورامان در کردستان عراق مستقر بود و آماده تخلیه منطقه جنگی بین ایران و عراق بود، در حلقه محاصره حملات نیروهای زمینی جمهوری اسلامی ایران از یک طرف و نیز بمباران شیمیایی نیروی هوایی ارتش عراق از طرف دیگر قرار گرفت که طی آن ۶۰ تن از اعضای این گردان کشته شدند. در تاریخ‌نگاری رسمی واقعه حلبچه، به حادثه گردان شوان عموماً اشاره‌ای نشده است.

## انشعاب در حزب
حزب کمونیست ایران در طول تاریخ خود انشعاباتی را پشت سرگذاشته است، که مهم‌ترین آن‌ها انشعاب تعدادی از اعضا و فعالین این حزب تحت نام کمونیسم کارگری به رهبری منصور حکمت بوده است. این انشعاب در سال ۱۹۹۱ میلادی صورت گرفت و حاصل آن تشکیل حزب کمونیست کارگری ایران بود. خود این حزب هم به نوبهٔ خود دستخوش انشعابات دیگری شد که حاصل آن حزب حزب کمونیست کارگری ایران-حکمتیست، حزب اتحاد کمونیسم کارگری و اتحاد سوسیالیستی کارگری، اتحاد بین‌المللی در حمایت از کارگران ایران و چند گروه دیگر است.
علاوه بر این در سال ۲۰۰۰ جمعی از اعضای کومله سازمان کردستان حزب کمونیست ایران، به رهبری عبدالله مهتدی و عمر ایلخانی‌زاده از حزب کمونیست ایران جدا شدند و تشکیلات جدیدی را با نام حزب کومله کردستان ایران تأسیس کردند. این حزب جدید نیز پس از مدتی دچار انشعاب شد و بخشی از آن به رهبری عمرایلخانی زاده در سال ۲۰۰۸ با عنوان کومله زحمتکشان کردستان اعلام انشعاب کرد.

## عملکرد
در حال حاضر حزب کمونیست ایران از سازمان‌های اپوزیسیون و طرفدار سرنگونی جمهوری اسلامی توسط انقلاب کارگری است.
مرکزیت این حزب مثل سایر احزاب اپوزیسیون جمهوری اسلامی در خارج کشور است. دبیرخانه آن در سوئد واقع است و تشکیلات خارج کشور آن به‌خصوص در کشورهایی همچون سوئد، نروژ، کانادا و بعضی شهرهای آلمان فعال هستند.
ارگان رسمی این حزب نشریهٔ سیاسی خبری جهان امروز است که هر ۱۵ روز یکبار منتشر می‌شود. همچنین شبکه تلویزیونی کومه‌له به این حزب تعلق دارد که به دو زبان کردی و فارسی به پخش برنامه می‌پردازد.

## اعضای کنونی ارگان‌ها
حزب کمونیست ایران پس از انشعاب عبدالله مهتدی دبیرکل سابق این حزب در سال ۱۳۷۹، پُست دبیرکلی را حذف کرده و به‌صورت شورایی و توسط هیئت اجرایی حزب اداره می‌شود.

### کمیته مرکزی
طبق بیانیه پایانی کنگره هشتم حزب کمونیست ایران که در روزهای ۱۱ تا ۱۶ تیرماه ۱۳۸۳ (۱ تا ۶ ژوئیه ۲۰۰۴) برگزار گردید ۱۱ نفر از اعضا آن به عنوان اعضا اصلی و ۳ نفر به عنوان عضو علی‌البدل انتخاب گردید:
اعضا اصلی: روناک آشناگر، هلمت احمدیان، حسن رحمان پناه، نصرت تیمورزاده، رشید رزاقی، فرهاد شعبانی، ابراهیم علیزاده، محمود قهرمانی، جلال محمدنژاد، صلاح مازوجی، رحمان نجات. اعضای علی‌البدل: شمسی خرمی، اسماعیل قهرمانی، سروه ناصری.
در آخرین پلنوم حزب در ژوئیهٔ ۱۳۹۸، برای نخستین بار ابراهیم علیزاده دبیرکل کومله سازمان کردستان حزب کمونیست ایران از هیئت اجرایی حزب کمونیست ایران حذف شد و افراد زیر به عضویت در هیئت اجرایی برگزیده شدند: صلاح مازوجی، هلمت احمدیان، خسرو بوکانی، رئوف پرستار، نصرت تیمورزاده، سید حسن شمسی و محمود قهرمانی.